# 傘連判状
傘連判状（からかされんぱんじょう）とは、室町時代から江戸時代にかけて、一揆などで用いられた円環状の署名形式。多数の者が一致団結して約束を誓うとき，円を書き，そのまわりに放射状に署名して花押 (かおう) を書いたもので，その署名連判状が傘を開いたように見えるのでこの名がある。この連判状は，署名者が互いに平等な立場で契約を守ることを，明確に表わすことにあった。単に傘連判とも。別名、傘形連判状（かさがたれんばんじょう）、車連判状（くるまれんぱんじょう）、藁座廻状（わらざまわしじょう）。

## 概要
通常の連判状形式では筆頭者（最初に名前が書かれているものや上部に書かれているもの）が外観上の上席者とみなされるが、傘連判状では皆が中心より放射状に署名するため筆頭者が判別できない。国人の同盟体である国一揆において内部の上下関係はなく皆対等な立場あると表する為、あるいは百姓一揆等において首謀者（多くは名主）を隠すために用いられた。

## 歴史
まず、この署名形式を用いたのは中世の武家であり、同盟や連盟関係にあった武士同士のどちらかが先に署名した場合、外観的に上下関係が生じてしまう恐れがあり、立場は皆同じであるという配慮と意思表示から生じた連判状の形式であった。この様な状況から、円形になるよう放射状に署名する形式は登場した。江戸時代に起きた一揆に使われた。
これが近世になり、百姓一揆の際に首謀者を隠す目的で（一番先に署名した者が分からぬ様に）この方法が用いられる様になった。近世における傘連判状には署名だけでなく、印鑑と一揆を起こした年＝元号も記されている。こうして支配層よりも身分的弱者が多く用いる時代に移った。江戸時代に起きた一揆に使われた傘連判状はいくつか現存しており、ほぼ同時期にフランスの農民の間でもラウンドロビンと言われる手法で同様のことが行われたことが記録にある。
現代では、小学生・中学生・高校生などの卒業式の記念の一環として、こうした署名方法が用いられる場合がある（色紙中央部に担任教師が署名する例も見られる）。この他、集団的スポーツ（野球やサッカーなど）のプロチーム・団体などが何らかの記念としてサインの寄せ書きをする時、このような形式を用いられる場合がある。その場合、色紙に限らず、旗・服・ボールなど、書く対象は多様である。